# Strada statale 635 del Passo di San Boldo
La ex strada statale 635 del Passo di San Boldo (SS 635), ora strada provinciale 635 del Passo di San Boldo (SP 635), era una strada statale italiana di collegamento interprovinciale. Attualmente classificata come strada provinciale, mette in collegamento la Valbelluna con Conegliano.

## Percorso

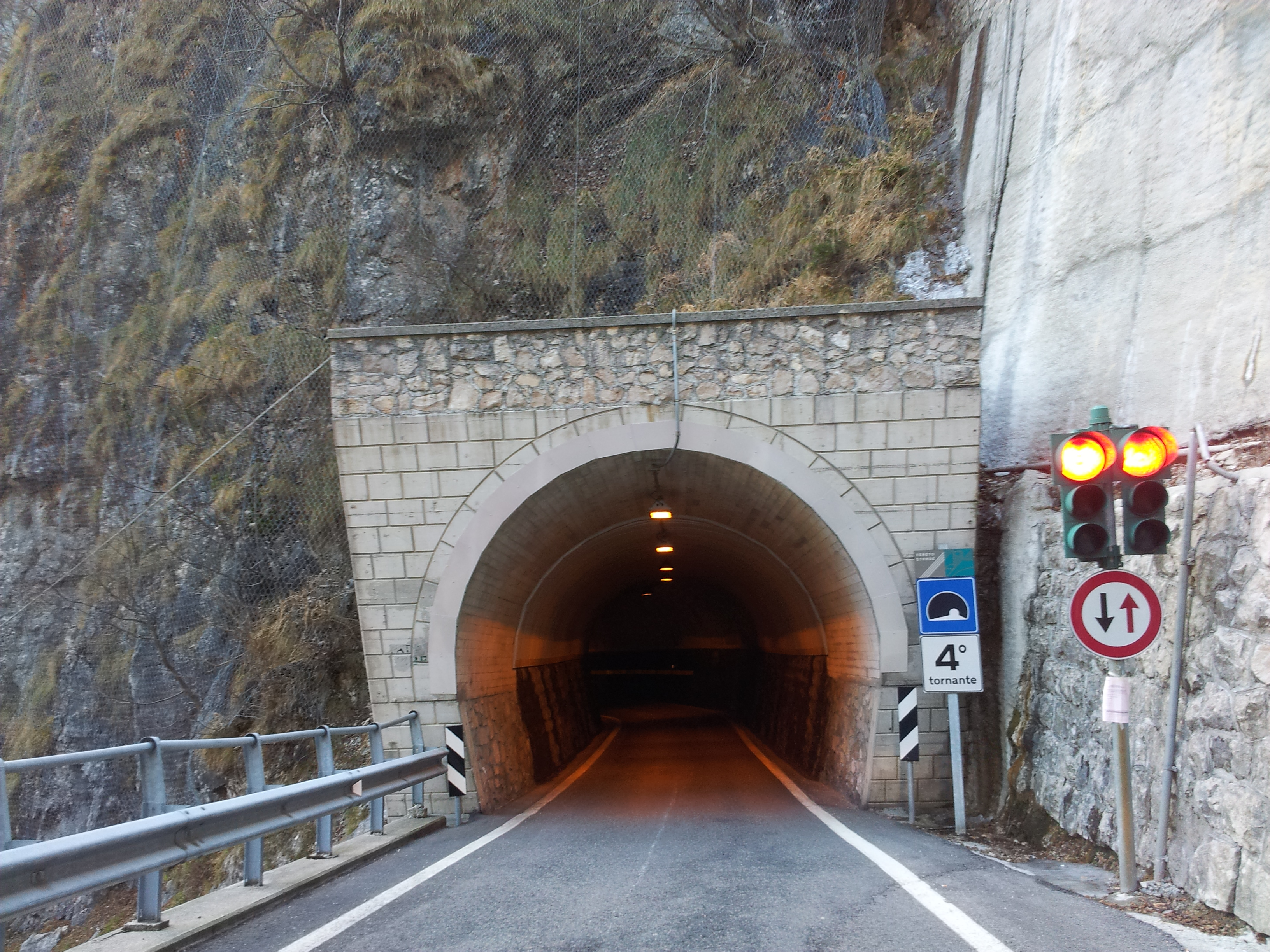
Un tornante in galleria a senso unico alternato del passo San Boldo

Ha inizio da Bribano di Sedico diramandosi verso sud dalla ex strada statale 50 del Grappa e del Passo Rolle. Dopo aver attraversato la frazione Longano, supera il Piave ed entra nel territorio del comune di Borgo Valbelluna nelle frazioni di Cavassico Inferiore e Trichiana, la strada comincia a risalire le Prealpi Bellunesi passando per le frazioni Morgan e Sant'Antonio Tortal. All'altezza di Campedei è divisa ad est, e di Signa ad ovest.
Raggiunto il passo di San Boldo, l'arteria ridiscende il versante trevigiano delle montagne sino a Tovena di Cison di Valmarino e da qui prosegue verso nordest risalendo la Vallata. Giunta ai laghi di Revine Lago, piega a sud verso Fratta e attraversa l'area collinare a sud della Vallata passando per Tarzo, Corbanese, Bagnolo di San Pietro di Feletto. Raggiunge Conegliano da nordovest e qui termina il suo percorso.

## Storia

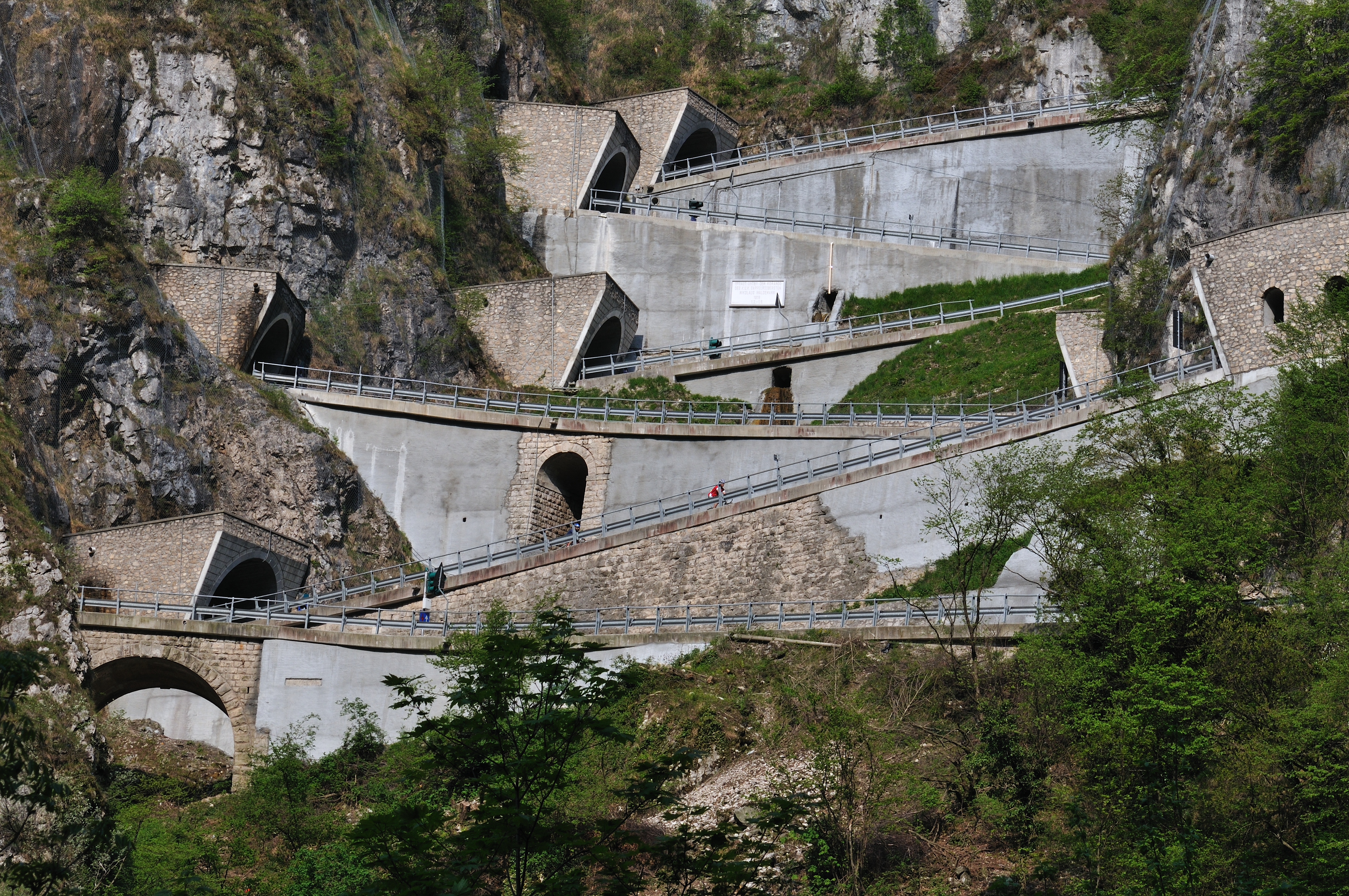
La strada nel tratto tra il San Boldo e Tovena.

I lavori cominciarono nel 1914 sotto la direzione dell'ing. Giuseppe Carpenè. Con l'invasione seguita alla rotta di Caporetto durante la prima guerra mondiale, l'infrastruttura fu ultimata, tra marzo e giugno del 1918, dal genio militare austriaco per esigenze strategiche; fu un'impresa memorabile (per la quale fu fondamentale la manodopera locale) in quanto l'opera, che vide peraltro lo scavo di cinque gallerie, si concluse in tempi brevissimi: da qui il soprannome "strada dei 100 giorni".
Già contemplata nel piano generale delle strade aventi i requisiti di statale del 1959, è
solo col decreto del Ministro dei lavori pubblici del 10 luglio 1971 che viene elevata a rango di statale con i seguenti capisaldi d'itinerario: "Innesto strada statale n. 50 a Bribano - Passo S. Ubaldo - innesto strada statale n. 13 a Conegliano".
In seguito al decreto legislativo n. 112 del 1998, dal 1º ottobre 2001, la gestione è passata dall'ANAS alla Regione Veneto che ha provveduto al trasferimento al demanio della Provincia di Belluno e della Provincia di Treviso per le tratte territorialmente competenti; dal 20 dicembre 2002 la gestione della tratta è passata alla società Veneto Strade.

## Tabella percorso
| del Passo di San Boldo | |      |                       |           |
| Tipo                   | Indicazione                                                                                          | ↓km↓ | Comune                | Provincia |
|                        | Bribano del Grappa e Passo Rolle Predazzo - Fiera di Primiero - Belluno - Ponte nelle Alpi           | 0,0  | Sedico                | BL        |
|                        | Zona industriale di Bribano                                                                          |      | Sedico                | BL        |
|                        | Ponte sul torrente Gresal                                                                            | 0,8  | Sedico                | BL        |
|                        | Galleria "Sgrei" (236m)                                                                              | 1,0  | Sedico                | BL        |
|                        | Longano                                                                                              | 1,3  | Sedico                | BL        |
|                        | Area di servizio                                                                                     | 1,5  | Sedico                | BL        |
|                        | Ponte "San Felice" sul fiume Piave (300m)                                                            | 3,1  | Sedico                | BL        |
|                        | Zona industriale di San Felice                                                                       | 3,5  | Borgo Valbelluna      | BL        |
|                        | San Felice di Tirchiana                                                                              | 3,9  | Borgo Valbelluna      | BL        |
|                        | della Sinistra Piave Ponte nelle Alpi - Belluno - Visome - Limana - Mel - Lentiai                    | 4,3  | Borgo Valbelluna      | BL        |
|                        | Zona industriale "Cavassico inferiore" di Tirchiana                                                  | 4,8  | Borgo Valbelluna      | BL        |
|                        | Ponte sul torrente "Tuora"                                                                           | 5,0  | Borgo Valbelluna      | BL        |
|                        | Trichiana                                                                                            | 5,4  | Borgo Valbelluna      | BL        |
|                        | Morgan (località)                                                                                    | 6,2  | Borgo Valbelluna      | BL        |
|                        | Niccia (località)                                                                                    | 14,0 | Borgo Valbelluna      | BL        |
|                        | San't Antonio di Tortal (frazione)                                                                   | 10,6 | Borgo Valbelluna      | BL        |
|                        | Confos (località)                                                                                    | 11,6 | Borgo Valbelluna      | BL        |
|                        | Campedei                                                                                             | 12,9 | Borgo Valbelluna      | BL        |
|                        | Signa (località)                                                                                     | 13,8 | Borgo Valbelluna      | BL        |
|                        | Inizio del valico storico "Passo San Boldo"                                                          | 15.6 | Cison di Valmarino    | TV        |
|                        | Semaforo per il senso unico alternato                                                                | 15,9 | Cison di Valmarino    | TV        |
|                        | 1º Tornante                                                                                          | 15,9 | Cison di Valmarino    | TV        |
|                        | 2º Tornante                                                                                          | 16,0 | Cison di Valmarino    | TV        |
|                        | 3º Tornante                                                                                          | 16,0 | Cison di Valmarino    | TV        |
|                        | 4º Tornante                                                                                          | 16,1 | Cison di Valmarino    | TV        |
|                        | 5º Tornante                                                                                          | 16,2 | Cison di Valmarino    | TV        |
|                        | 6º Tornante                                                                                          | 16,3 | Cison di Valmarino    | TV        |
|                        | Semaforo per il senso unico alternato                                                                | 16,4 | Cison di Valmarino    | TV        |
|                        | 7º Tornante                                                                                          | 16,6 | Cison di Valmarino    | TV        |
|                        | 8º Tornante                                                                                          | 16,8 | Cison di Valmarino    | TV        |
|                        | 9º Tornante                                                                                          | 17,4 | Cison di Valmarino    | TV        |
|                        | Ponte sul torrente "Gravon"                                                                          | 17,7 | Cison di Valmarino    | TV        |
|                        | 10º Tornante                                                                                         | 17,7 | Cison di Valmarino    | TV        |
|                        | 11º Tornante                                                                                         | 18,0 | Cison di Valmarino    | TV        |
|                        | Ponte sul torrente "Gravon"                                                                          | 18,1 | Cison di Valmarino    | TV        |
|                        | 12º Tornante                                                                                         | 18,1 | Cison di Valmarino    | TV        |
|                        | 13º Tornante                                                                                         | 18,6 | Cison di Valmarino    | TV        |
|                        | Ponte sul torrente "Gravon"                                                                          | 18,8 | Cison di Valmarino    | TV        |
|                        | 14º Tornante                                                                                         | 18,8 | Cison di Valmarino    | TV        |
|                        | 15º Tornante                                                                                         | 19,5 | Cison di Valmarino    | TV        |
|                        | 16º Tornante                                                                                         | 19,7 | Cison di Valmarino    | TV        |
|                        | 17º Tornante                                                                                         | 20,2 | Cison di Valmarino    | TV        |
|                        | 18º Tornante                                                                                         | 20,4 | Cison di Valmarino    | TV        |
|                        | Fine del valico storico "Passo San Boldo"                                                            | 20,9 | Cison di Valmarino    | TV        |
|                        | Tovena                                                                                               | 21,6 | Cison di Valmarino    | TV        |
|                        | di Pedeguarda Falzè di Piave - Pieve di Soligo - Cison di Valmarino                                  | 22,2 | Cison di Valmarino    | TV        |
|                        | Area di servizio                                                                                     | 22,6 | Cison di Valmarino    | TV        |
|                        | Zona artigianale di Revine                                                                           | 24,4 | Revine Lago           | TV        |
|                        | della Vallata Vittorio Veneto - Revine - Santa Maria                                                 | 39,3 | Revine Lago           | TV        |
|                        | Ponte sul fiume Soligo                                                                               | 25,6 | Revine Lago           | TV        |
|                        | Fratta                                                                                               | 26,5 | Tarzo                 | TV        |
|                        | dei Colli Settentrionali Guia - Colbertaldo dei Laghi Revine Lago                                    | 27,2 | Tarzo                 | TV        |
|                        | Tarzo dei Colli Settentrionali San Lorenzo - Vittorio Veneto                                         | 28,1 | Tarzo                 | TV        |
|                        | Prapian (località)                                                                                   | 30,0 | Tarzo                 | TV        |
|                        | Ponte sul torrente "Cervano"                                                                         | 30,0 | Tarzo                 | TV        |
|                        | Corbanese                                                                                            | 31,2 | Tarzo                 | TV        |
|                        | delle Mire Vittorio Veneto - Cozzuolo - Refrontolo - Pieve di Soligo - Sernaglia - Fontigo Formeniga | 32,3 | Tarzo                 | TV        |
|                        | Casotto                                                                                              | 34,0 | San Pietro di Feletto | TV        |
|                        | Antiga Refrontolo Bagnolo                                                                            | 36,5 | San Pietro di Feletto | TV        |
|                        | Monticanello Ogliano - Carpesica - Vittorio Veneto Impianti sportivi Conegliano                      | 38,2 | Conegliano            | TV        |
|                        | del Castello di Conegliano Costa - Rua di Felletto                                                   | 39,2 | Conegliano            | TV        |
|                        | Conegliano Piano Urbano del Traffico di Conegliano (ex Pontebbana)                                   | 39,7 | Conegliano            | TV        |

## Note

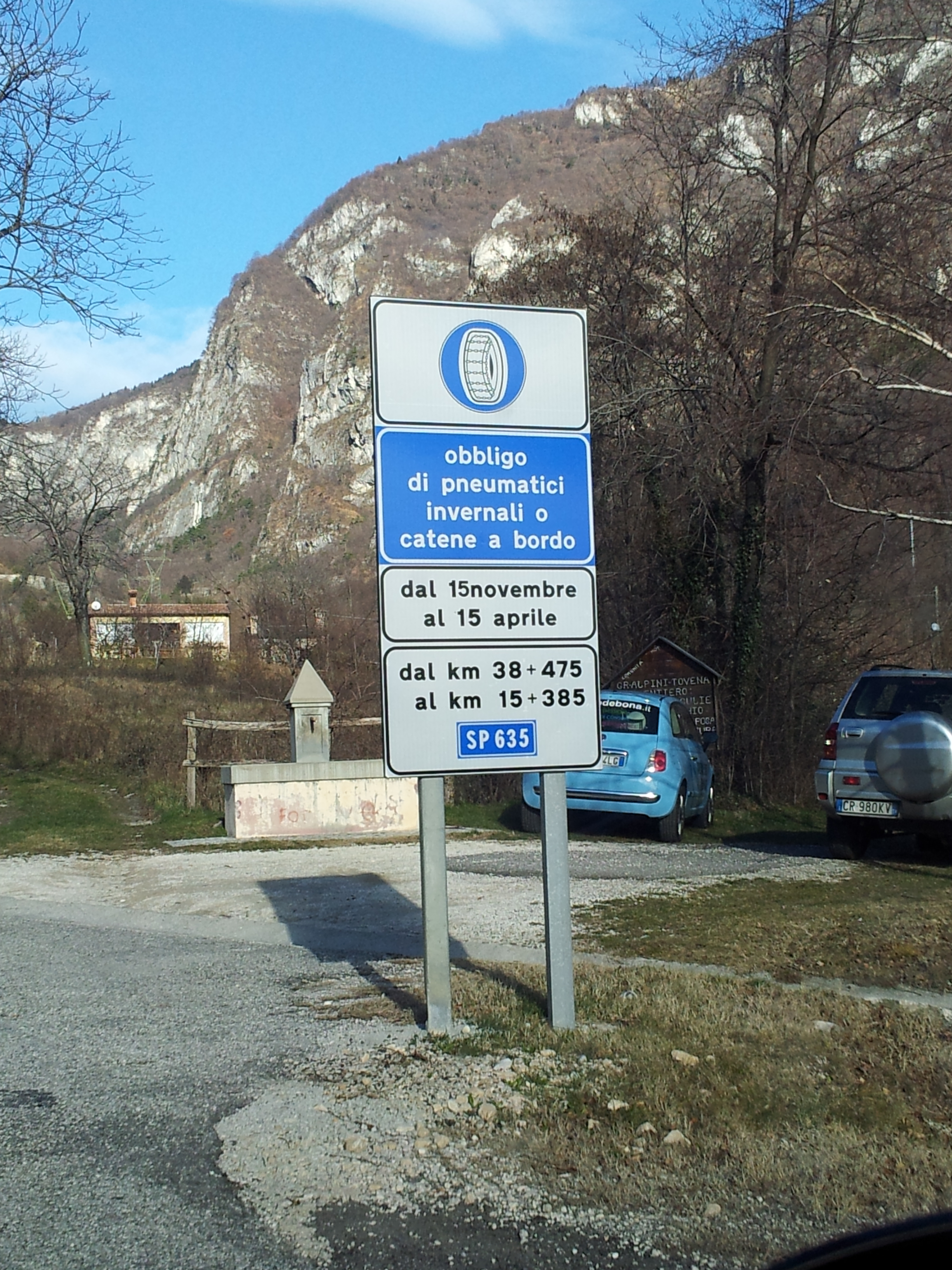
Nella zona del passo San Boldo è obbligatorio l'uso delle catene